# Kościół Saint-Martin w Cellier
Kościół Saint-Martin w Cellier (Kościół św. Marcina w Cellier) – rzymskokatolicki kościół parafialny we francuskiej miejscowości Le Cellier, w departamencie Loara Atlantycka.

## Historia
Istniejący kościół zastąpił wcześniejszy, pochodzący z XV i XVI wieku, który w połowie XIX wieku okazał się zbyt mały dla rozrastającego się miasteczka. Zbudowany został w latach 1895–1896 pod kierunkiem architekta René Ménarda na miejscu dawnego cmentarza. Pozostał jednak nieukończony z powodu braku środków finansowych, śmierci architekta oraz wybuchu działań wojennych w związku z I wojną światową. 
Prace nad ukończeniem świątyni kontynuowano od 1919 i zakończono w 1922 pod kierunkiem architekta Emile'a Libaudière'a. W 1925 bracia Paul i Albert Lemassonowie wykonali freski we wnętrzu budynku. Całość jego wystroju została ukończona w 1932. W grudniu 2008 obiekt został sklasyfikowany jako monument historique. 
29 stycznia 1983 w kościele odbyła się ceremonia pogrzebowa francuskiego aktora, Louisa de Funèsa (1914–1983), który w ostatnich latach przed śmiercią mieszkał w Zamku Clermont w Cellier i został pochowany na miejscowym cmentarzu.

## Architektura
Architektura kościoła nawiązuje do stylu romańsko-bizantyjskiego. Zbudowany został na planie krzyża greckiego. Nakryty jest kopułą na pendentywie, którą otaczają cztery prostokątne transepty pokryte sklepieniem kolebkowym. Prezbiterium zwieńczone jest apsydą. 
W prezbiterium kościoła znajdują się freski braci Lemassonów, przedstawiające sceny z życia św. Marcina, m.in. scenę świętego użyczającego płaszcza żebrakowi, całującego trędowatego oraz wskrzeszającego katechumena. Na zewnątrz świątyni znajdują się stacje drogi krzyżowej oraz pomnik poświęcony poległym w czasie I wojny światowej.